# Rosenborgs slott
Rosenborgs slott (danska: Rosenborg Slot) är ett slott i Kongens Have, centralt i nuvarande Köpenhamn. 
Slottet är i dag museum och kan uppvisa en mängd dyrbara kungliga ägodelar från 1600-talet och framåt, däribland de danska riksregalierna.

## Bakgrund
Kung Kristian IV inköpte i början av 1600-talet ett stort markområde direkt utanför Köpenhamns östra stadsvall. Området lades ut som en park, ”Kongens Have”. Här uppförde han 1606–1607 ett ”Lysthus” i tegel i två våningar med trapptorn. Detta hus ingår fortfarande i det nuvarande slottets södra hälft. Efter en del kompletteringar beslöt kungen att utöka slottet vilket gjordes mellan 1613 och 1615. Kungen kunde flytta in i sitt slott, men förändringsarbeten fortsatte fram till 1624. Slottet fick då en tredje våning som helt upptogs av den stora riddarsalen. I samband med sin sons bröllop 1634 uppförde Kristian IV slottets nuvarande trapptorn.
Lustslottet Rosenborg, vars namn omtalas första gången 1624, omgavs av en vattengrav med vindbrygga. Till skillnad från det medeltida kungliga slottet inne i staden, med sina sammanfogade hus och trånga utrymmen, framstod Rosenborg som ett slott helt i tidens anda. Kristian IV tog själv aktiv del vid utformandet och byggandet av slottet.
Rosenborg, som fortfarande ägs av det danska kungahuset, kännetecknas av en stor mängd välbevarade miljöer från perioden 1624 till omkring 1710 då de kungliga bodde på slottet. Här finns också ett mycket stort antal föremål som tillhör det danska kungahuset.

## Bottenvåningen
Den norra delen av slottet var Kristian IV:s personliga gemak. Från hans tid är ”Vinterstuen” och kungens arbetsrum ”Skriverstuen” i tornrumet ytterst välbevarade. Här finns också en mängd föremål som var kungens personliga saker. En stor silverpjäs föreställer till exempel kungen när han vid kröningsfestligheterna 1596 utförde ringränning till häst. I Skriverstuen finns hornen efter den hjort som den 28 december 1611, uppskrämd av de framryckande svenskarna, flydde in det danska lägret vid Kalmar och väckte hären så att danskarna kunde slå tillbaka anfallet.
Bredvid Vinterstuen finns kungens sängkammare där Kristian IV dog klockan 5 på eftermiddagen den 28 februari 1648. Här ses också kungens blodiga kläder sedan han sårats i ögat den 1 juli 1644 i sjöslaget mot den svenska flottan vid Kolberger Heide. Här finns även de örhängen som kungen förärade sin hustru efter slaget. I örhängena är infattat små järnbitar som man opererade bort från kungens sönderskjutna öga.  
Bottenvåningens södra del var drottningens gemak. Denna del av slottet omändrades under 1600-talet, då bland annat stuckaturerna i taken uppfördes. I tornet mellan kungens gemak och hustruns lät Kristian IV inrätta en stor toalett.

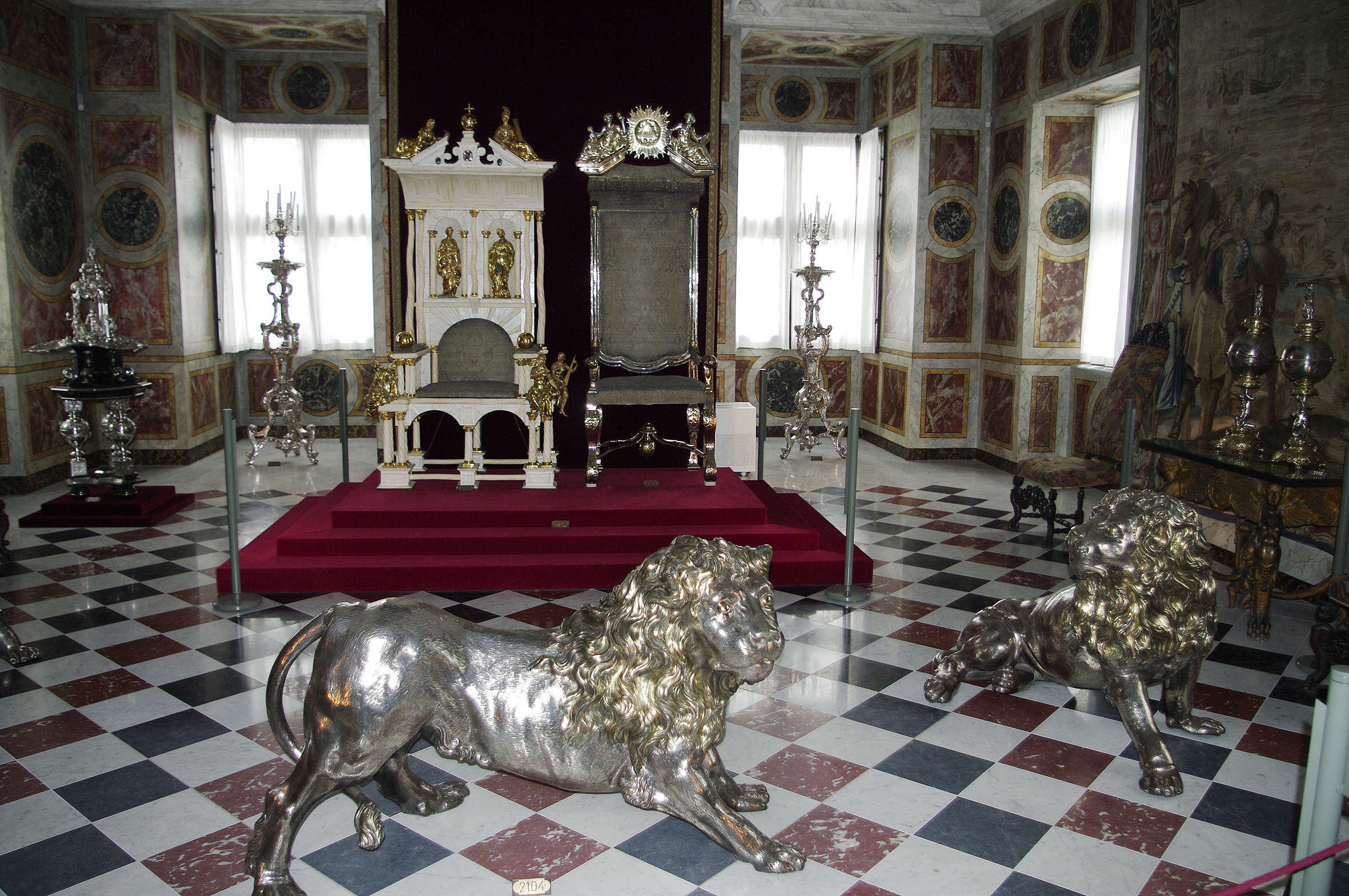
Riddarsalen.

## Riddarsalen
Denna sal har använts av den kungliga familjen som fest- och audienssal. I början av 1700-talet satte italienska konstnärer upp stuckaturtaket. I salen finns de danska kungarnas tron, använd vid salvningarna mellan åren 1671 och 1840. Tronstolen vaktas av tre silverlejon i naturlig storlek, tillverkade i Köpenhamn 1665–1670. I ett till Riddarsalen angränsande tornrum finns Fredrik IV:s glaskabinett. Kungen besökte Venedig 1709 och fick som gåva av staden en stor samling glas. Kungen lät 1713–1714 inreda glaskabinettet som förvaringsplats för den värdefulla glassamlingen.

## Källaren
I slottets källare är inrymt den så kallade ”Skattkammaren”. Här förvaras de danska riksregalierna och kronjuvelerna tillsammans med en mängd dyrbara klenoder från medeltiden och framåt. Bland annat visas Kristian IV:s praktsadel som han red i under kröningsceremonin i Köpenhamn 1596. I källaren finns också kungens vintunnor med alltjämt bevarat vin från första hälften av 1600-talet.